# Madridejos
Madridejos és un municipi de la província de Toledo, a la comunitat autònoma de Castella la Manxa. Limita al nord amb Turleque i Tembleque; a l'est amb Villafranca de los Caballeros i Camuñas; al sud, amb Villarrubia de los Ojos i Puerto Lápice; i a l'oest, amb Consuegra.

## Demografia
| 1996   | 1998   | 1999   | 2000   | 2001   | 2002   | 2003   | 2004   | 2005   | 2006   |
| ------ | ------ | ------ | ------ | ------ | ------ | ------ | ------ | ------ | ------ |
| 10.533 | 10.461 | 10.475 | 10.500 | 10.544 | 10.629 | 10.754 | 10.860 | 10.987 | 11.030 |

## Administració
| Període      | Nom de l'alcalde/-essa         | Partit polític | Data de possessió |
| ------------ | ------------------------------ | -------------- | ----------------- |
| 1979 - 1983  | Samuel Santa-Olalla Moreno-Cid | Independent    | 19/04/1979        |
| 1983 - 1987  | Eugenio Rodríguez Romero       | AP/PDP/UL      | 28/05/1983        |
| 1987 - 1991  | Mariano Privado Gutiérrez      | PSOE           | 30/06/1987        |
| 1991 - 1995  | Mariano Privado Gutiérrez      | PSOE           | 15/06/1991        |
| 1995 - 1999  | Miguel Organero Serrano        | PP             | 17/06/1995        |
| 1999 - 2003  | Miguel Organero Serrano        | PP             | 03/07/1999        |
| 2003 - 2007  | Emiliano Sánchez Galán         | PSOE           | 14/06/2003        |
| 2007 - 2011  | Angel Tendero Diaz             | PP             | 16/06/2007        |
| 2011 - 2015  | n/d                            | n/d            | 11/06/2011        |
| 2015 - 2019  | n/d                            | n/d            | 13/06/2015        |
| 2019 - 2023  | n/d                            | n/d            | 15/06/2019        |
| Des del 2023 | n/d                            | n/d            | 17/06/2023        |